# Gallium-71
Gallium-71 of 71Ga is een stabiele isotoop van gallium, een hoofdgroepmetaal. Het is een van de twee stabiele isotopen van het element, naast gallium-69. De abundantie op Aarde bedraagt 39,892%.
Gallium-71 ontstaat onder meer bij het radioactief verval van zink-71 en germanium-71.
56Ga · 57Ga · 58Ga · 59Ga · 60Ga · 61Ga · 62Ga · 63Ga · 64Ga · 64mGa · 65Ga · 66Ga · 67Ga · 68Ga · 69Ga · 70Ga · 71Ga · 72Ga · 72mGa · 73Ga · 74Ga · 74mGa · 75Ga · 76Ga · 77Ga · 78Ga · 79Ga · 80Ga · 81Ga · 82Ga · 83Ga · 84Ga · 85Ga · 86Ga · 87Ga